# Sunflower County
Das Sunflower County ist ein County im US-Bundesstaat Mississippi. Der Verwaltungssitz (County Seat) ist Indianola. Das U.S. Census Bureau hat bei der Volkszählung 2020 eine Einwohnerzahl von 25.971 ermittelt.

## Geographie
Das County liegt im Nordwesten von Mississippi und hat eine Fläche von 1832 Quadratkilometern, wovon 35 Quadratkilometer Wasserfläche sind. Es grenzt an folgende Countys:
| Bolivar County    | Coahoma County   | Tallahatchie County |
|                   |                  | Leflore County      |
| Washington County | Humphreys County |                     |

## Geschichte
Sunflower County wurde am 15. Februar 1844 aus Teilen des Bolivar County und des Washington County gebildet. Benannt wurde es nach dem hier verlaufenden Sunflower River. In der kleinen Stadt  Parchman befindet sich mit dem 1901 errichteten Mississippi State Penitentiary, auch Parchman Farm genannt, die älteste und größte Haftanstalt des Bundesstaates Mississippi.
Fünf Bauwerke und Stätten des Countys sind im National Register of Historic Places eingetragen (Stand 3. Februar 2018).

## Demografische Daten

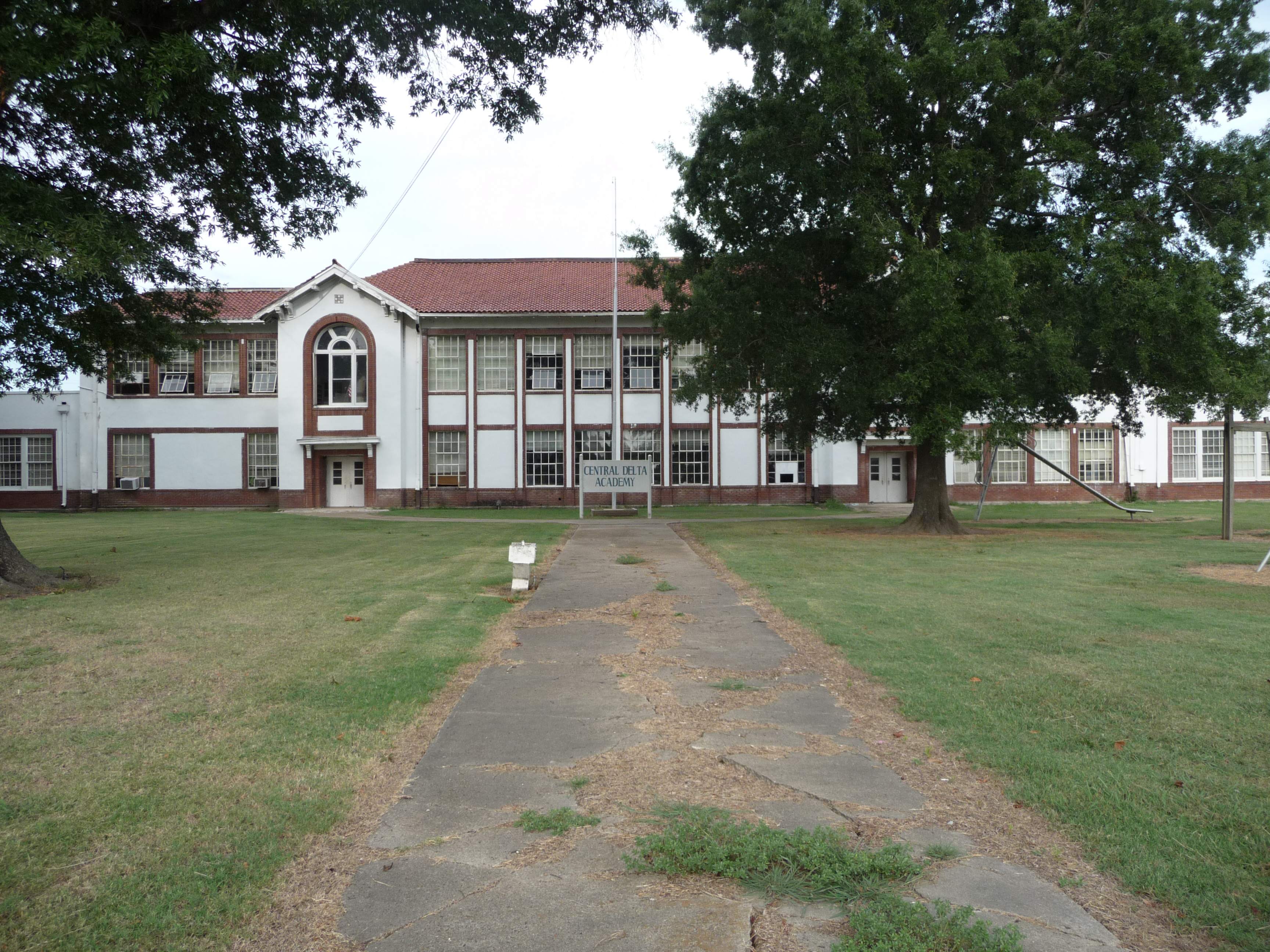
Central Delta Academy in Inverness

Nach der dem United States Census 2000 lebten im Sunflower County 34.369 Menschen in 9637 Haushalten und 7314 Familien. Die Bevölkerungsdichte betrug 19 Personen pro Quadratkilometer. Ethnisch betrachtet setzte sich die Bevölkerung zusammen aus 28,88 Prozent Weißen, 69,86 Prozent Afroamerikanern, 0,09 Prozent amerikanischen Ureinwohnern, 0,40 Prozent Asiaten und 0,48 Prozent aus anderen ethnischen Gruppen; 0,28 Prozent stammten von zwei oder mehr Ethnien ab. 1,30 Prozent der Bevölkerung waren spanischer oder lateinamerikanischer Abstammung, die verschiedenen der genannten Gruppen angehörten.
Von den 9637 Haushalten hatten 38,4 Prozent Kinder unter 18 Jahren, die mit ihnen lebten. 42,3 Prozent waren verheiratete, zusammenlebende Paare, 28,4 Prozent waren allein erziehende Mütter und 24,1 Prozent waren keine Familien. 21,2 Prozent aller Haushalte waren Singlehaushalte und in 9,7 Prozent lebten Menschen im Alter von 65 Jahren oder darüber. Die durchschnittliche Haushaltsgröße lag bei 3,01 und die durchschnittliche Familiengröße bei 3,50 Personen.
27,9 Prozent der Bevölkerung war unter 18 Jahre alt, 14,0 Prozent zwischen 18 und 24, 30,3 Prozent zwischen 25 und 44, 18,1 Prozent zwischen 45 und 64 Jahre alt und 9,7 Prozent waren 65 Jahre oder älter. Das Durchschnittsalter betrug 30 Jahre. Auf 100 weibliche kamen statistisch 115,9 männliche Personen und auf 100 Frauen im Alter von 18 Jahren oder darüber kamen 120,0 Männer.

Das durchschnittliche Einkommen eines Haushaltes betrug 24.970 USD, das einer Familie 29.144 USD. Männer hatten ein durchschnittliches Einkommen von 26.208 USD, Frauen 19.145 USD. Das Prokopfeinkommen lag bei 11.365 USD. Etwa 24,6 Prozent der Familien und 30,0 Prozent der Bevölkerung lebten unterhalb der Armutsgrenze.

## Städte und Gemeinden
Citys
| - Indianola - Drew - Moorhead | - Ruleville - Shaw1 |

Towns
- Doddsville
- Inverness
- Sunflower

Unincorporated Communitys
| - Baird - Baltzer - Blaine - Boyer | - Caile - Dockery - Dwyer - Fairview | - Heathman - Holly Ridge - Kinlock - Linn | - Rome - Roundaway - Steiner - Stephensville |

1 – teilweise im Bolivar County